# Hadrodontes acuminatus
Hadrodontes acuminatus is een vlinder uit de familie van de Nymphalidae. De wetenschappelijke naam van de soort is voor het eerst geldig gepubliceerd in 1903 door Friedrich Thurau.